# Уоррен (город, Миннесота)
Уоррен (англ. Warren) — город в округе Маршалл, штат Миннесота, США. На площади 3,7 км² (3,7 км² — суша, водоёмов нет), согласно переписи 2002 года, проживают 1678 человек. Плотность населения составляет 453,3 чел./км².
- Телефонный код города — 218
- Почтовый индекс — 56762
- FIPS-код города — 27-68170[1]
- GNIS-идентификатор — 0653783[2]